# Diana Damrau
Diana Damrau (tiếng Đức: [diːˈana ˈdamʁaʊ]; sinh ngày 31 tháng 5 năm 1971) là một ca sĩ có chất giọng nữ cao người Đức. Bà là một nghệ sĩ đạt được danh tiếng quốc tế nhờ các buổi biểu diễn  chủ yếu là opera của mình, nhưng cũng đạt được thành công nhất định trong các buổi hòa nhạc và ngâm thơ. Bà đã thành công trong các vai nữ cao màu sắc kể từ khi mới vào nghề, và dần dần chuyển sang những vai nặng ký hơn trong các tiết mục bel canto của Ý thế kỷ 19. Các vai diễn nổi tiếng của bà có thể kể đến như Nữ hoàng bóng đêm trong Cây sáo thần, Zerbinetta trong Ariadne auf Naxos, Lucia trong Lucia di Lammermoor và Violetta trong La traviata.

## Đầu đời
Damrau sinh ra ở Günzburg, Bavaria ngày 31 tháng 5 năm 1971. Bà có được cảm hứng trở thành một ca sĩ opera sau khi xem bộ phim La traviata năm 1983 của Zeffirelli, trong đó có Plácido Domingo và Teresa Stratas. Damrau bắt đầu học nhạc kịch với Carmen Hanganu tại Hochschule für Musik Würzburg. Trong quá trình học, bà bị phù nề dây thanh quản. Sau khi tham khảo ý kiến của một số bác sĩ, bà quyết định trải qua một liệu pháp thay thế mà không cần phẫu thuật. Việc điều trị kéo dài khoảng một năm rưỡi. Sau khi tốt nghiệp nhạc viện, bà làm việc ở Salzburg với Hanna Ludwig.